# Общага (фильм, 2021)
«Обща́га» — российский художественный фильм 2021 года режиссёра Романа Васьянова, экранизация романа Алексея Иванова «Общага-на-Крови» с Ириной Старшенбаум, Юлией Ауг, Никитой Ефремовым в главных ролях. Картина была высоко оценена критиками.

## Сюжет
Действие фильма происходит в 1984 году в одном из студенческих общежитий Свердловска. Первокурсник Забела, спекулянт Игорь, поэт Иван и девушки по имени Нелли и Света лавируют между внутренней свободой и распорядком общежития, деля горе и радости на всех. Внезапное самоубийство одной из студенток полностью переворачивает жизнь друзей.
Литературной основой сценария стал роман Алексея Иванова «Общага-на-Крови». Сюжет подвергся значительным изменениям: в частности, в романе всё начинается с самоубийства, а в фильме события развиваются линейно.

## В ролях
- Геннадий Вырыпаев — Забела
- Ирина Старшенбаум — Нелли
- Марина Васильева — Света
- Алёна Михайлова — Кира
- Никита Ефремов — Иван
- Илья Маланин — Игорь
- Юлия Ауг — Ботова
- Александр Кудренко — Ренат
- Евгений Серзин — Гапонов
- Анна Левит — худая девушка
- Владислав Ставропольцев — Бумагин
- Евгений Санников — Каменев

## Создание и премьера
Режиссёром фильма стал кинооператор Роман Васьянов, впервые выступивший в новом качестве. По его словам, он давно хотел принять участие в экранизации «Общаги-на-Крови» как оператор, но из-за отсутствия режиссёра решил взять на себя эту функцию. Васьянов стал ещё и одним из авторов сценария. Главные роли получили Ирина Старшенбаум, Юлия Ауг и Никита Ефремов. На ранней стадии картина носила рабочее название «Тенерифе». Основная часть съёмок прошла в общежитии Государственного университета морского и речного флота в Стрельне.
Премьера фильма была запланирована на осень 2020 года, но позже её перенесли на 2021 год. Первый показ состоялся в июне 2021 года на XXIV Шанхайском международном кинофестивале. 7 октября того же года «Общага» должна была выйти в театральный прокат, но вместо этого 26 сентября она появилась в онлайн-кинотеатре «Кион» и на «Кинопоиске». Возможно, это произошло из-за скромных сборов ряда российских лент, вышедших чуть раньше.

## Оценки
Специалисты после премьеры полагали, что «Общага» может стать «сарафанным хитом». Алексей Иванов увидел в фильме соответствие роману при всех заметных отличиях и заявил о «шоковом впечатлении» от просмотра. «Это мощное, тяжелое, серьезное произведение, — рассказал он на одной из встреч с читателями, — мощное высказывание, которое надолго останется в культуре».
Для Екатерины Визгаловой с «Кино-театр.ру» «Общага» — лучшая из экранизаций книг Иванова. Она увидела в фильме «деконструкцию советского мифа», отметила слаженность актёрского ансамбля и заметную усложнённость персонажей по сравнению с романом. Среди актёров, по мнению Визгаловой, выделяются Никита Ефремов, Юлия Ауг и Геннадий Вырыпаев, «блестящая находка каста». Единственное, по словам критика, в чём кто-то может упрекнуть «Общагу», — «верность традициям „Левиафана“ и „Дурака“», но «в „Общаге“ всё-таки „горит свет“».
Владислав Шуравин с «Фильм.ру» охарактеризовал «Общагу» как «очень сдержанную, академическую работу». По словам рецензента, она «начинается как нежная ностальгическая виньетка, но с каждой минутой всё больше напоминает мрачную русскую классику, где тот, кто ещё не умер физически, мёртв уже давно внутри». Для Евгения Ткачёва с «Афиши» это «жёсткое и жестокосердное кино», «не просто реквием, а отечественный „Реквием по мечте“, в котором восьмидесятническая молодежь идет на заклание, по сути, вместе со страной».

## Награды
- 2021 — приз за Лучший дебют 32-го фестиваля «Кинотавр»[12]